# Sara Nadafi
Sara Nadafi (persisch سارا ندافی; * 15. Juli 1995) ist eine iranische Hürdenläuferin, die sich auf die 100-Meter-Distanz spezialisiert hat.

## Sportliche Laufbahn
Erste internationale Erfahrungen sammelte Sara Nadafi im Jahr 2018, als sie bei den Hallenasienmeisterschaften in Teheran in 8,87 s die Bronzemedaille über 60 m Hürden hinter der Kasachin Äigerim Schynasbekowa und ihrer Landsfrau Elnaz Kompanizare gewann. 2024 schied sie bei den Hallenasienmeisterschaften ebendort mit 8,77 s im Vorlauf aus.

## Persönliche Bestleistungen
- 100 m Hürden: 14,14 s (+0,7 m/s), 8. April 2021 in Maschhad
  - 60 m Hürden (Halle): 8,63 s, 28. Februar 2021 in Teheran